# Revaz Dogonadze
Revaz Dogonadze (in georgiano: რევაზ დოღონაძე; Tbilisi, 21 novembre 1931 – 13 maggio 1985) è stato un chimico sovietico, accreditato quale principale fondatore dell'elettrochimica quantistica.

## Biografia
Figlio di un professore di scienze agrarie, Dogonadze si laureò nel 1955 all'Istituto Fisico-Ingegneristico di Mosca. Iniziò precocemente a dedicarsi all'elettrochimica quantistica lavorando al Dipartimento di Studi Teorici dell'Istituto di Elettrochimica di Mosca (adesso Istituto Frumkin di Elettrochimica dell'Accademia russa delle scienze). Nel 1961 conseguì il PhD e nel 1966 il dottorato in scienze. Fu prima professore associato (1963-1969) e successivamente ordinario (1969-1973) all'Università statale di Mosca.
Dogonadze fu il primo a considerare il processo chimico di trasferimento elettronico come una transizione quantomeccanica tra due differenti livelli energetici degli elettroni, transizione indotta da deboli interazioni elettrostatiche molecolari. Presto il suo gruppo di lavoro cominciò ad attrarre sia studenti locali che stranieri, interessati al nuovo approccio all'elettrochimica adoperato da Dogonadze. Negli anni settanta Dogonadze studiò la relazione esistente tra il trasferimento di elettroni e altri processi elettronici relativi alla fase condensata della materia come l'assorbimento della luce, soffermandosi in particolare sui fenomeni che implicano tre livelli elettronici piuttosto che due, in condizioni di bassa temperatura e con particolari caratteristiche biologiche associate ai sistemi oggetto di studio. Suggerì inoltre il primo modello quantomeccanico per il trasferimento protonico in solventi polari prendendo in considerazione il ruolo dinamico del solvente e creando una teoria cinetica chimica, elettrochimica e biochimica valevole per soluzioni in liquidi polari. Allo stesso modo estese la sua teoria cinetica alla materia in fase condensata. Si dedicò particolarmente anche allo studio della catalisi enzimatica.
Dogonadze fondò e fu a capo del Dipartimento di Studi Teorici dell'Istituto di Chimica Inorganica ed Elettrochimica dell'Accademia Georgiana delle Scienze (GAS). Nel periodo 1982-85 fu anche direttore del Dipartimento di Fisica Generale e Teorica dell'Università Tecnica Georgiana. Dal 1978 al 1985 fu presidente del Dipartimento di Fisica Elettrochimica della International Society of Electrochemistry (ISE). Organizzò diverse conferenze internazionali e fu autore di circa 190 lavori di ricerca (tra cui 7 monografie). Fu coautore e coeditore di una monografia in tre volumi intitolata The Chemical Physics of Solvation.